# Fakultet za strane jezike Univerziteta Mediteran
Fakultet za strane jezike je sastavni dio porodice fakulteta koji pripadaju Univerzitetu Mediteran. Fakultet je osnovan 2007. godine i nalazi se u Podgorici.

## Studijski programi
Fakultet se bavi obrazovanjem studenata u okviru 2 studijska programa:
- Poslovni engleski jezik
- Poslovni italijanski jezik

Osnovna tematska cjelina studijskog programa je izučavanje dva strana jezika, stavljajući poseban akcenat na sektorijalne jezike (jezik ekonomije i jezik prava). Plan i program fakulteta je usklađen sa Bolonjskom konvencijom.
Ovaj fakultet omogućava studentima da svoje znanje valorizuju na tržištu rada odmah nakon svršenih studija, dajući im usko specijalizolovano znanje neophodno u svijetu biznisa. Osim što je studentima omogućena kvalitetna nastava iz stranih jezika, takođe imaju mogućnost da se upoznaju sa pravnim i ekonomskim poretkom kako vlastite zemlje tako i zemalja u okruženju.

## Spoljašnje veze
- Fakultet za strane jezike, Univerzitet Mediteran
- Fakultet za informacione tehnologije, Univerzitet Mediteran
- Fakultet vizuelnih umjetnosti, Univerzitet Mediteran
- Fakultet za turizam, hotelijerstvo i trgovinu, Univerzitet Mediteran
- Fakultet za poslovne studije, Univerzitet Mediteran
- Pravni fakultet, Univerzitet Mediteran
- Univerzitet Mediteran